# Lluís Arumí i Blancafort
Lluís Arumí i Blancafort (Vic, 23 d'abril de 1863 - 27 de juliol de 1943) fou un escriptor i farmacèutic català.
Fill del confiter de Vic Joan Arumí i Roca i de la garriguenca Maria Blancafort, cursà el batxillerat al Seminari de Vic, la carrera de farmàcia a la Universitat de Barcelona i el doctorat de farmàcia a Madrid. Acabats els seus estudis, durant uns anys es dedicà a la indústria i al comerç, i a principis del segle xx passà a exercir la seva professió a la Garriga entre els anys 1903 i 1916.
El 1910 fou un dels impulsors de la creació de la societat anomenada Junta de Caritat de la Garriga, la qual tenia com a finalitat promoure la beneficència i erradicar la mendicitat al poble. Amb els anys, la Junta de Caritat havia de promoure, entre d'altres actuacions, la construcció de l'Asil-Hospital de la Garriga.
Es casà amb Soledat Villaret i alternà les seves ocupacions professionals amb les seves aficions literàries. Escriví Foteses (una sèrie de quadres de costums), La masia, La canilla del meu mestre, Els terrers de la Plana, La guerra dels carlins vista per un infant i Escoles ménagères agrícoles per noies de pagès (treball editat per l'Institut Agrícola Català de Sant Isidre de Barcelona). El seu coneixement de l'anglès i la seva admiració per la literatura en aquesta llengua el portaren a traduir algunes obres de Kipling, com per exemple Història d'un eixam d'abelles, i algunes de Mark Twain, com ara El nostre guia d'Itàlia.
També dirigí bona part de les seves activitats en defensa dels interessos agrícoles de Catalunya. A partir de 1912 feu diversos viatges a Bèlgica per mirar d'instal·lar a Vic una rèplica de les Escoles ménangères agrícoles, havent-ne donat conferències a l'Institut Agrícola Català de Sant Isidre de Barcelona, a la Cambra Agrícola del Vallès i a la Cambra Agrícola de Vic. Gràcies al seu entusiasme per l'agricultura fou elegit president de la Cambra Agrícola de Vic i sots-president de la Junta fundadora del Sindicat Agrícola de Vic.